# Blang Sialet
Blang Sialet is een bestuurslaag in het regentschap Aceh Utara van de provincie Atjeh, Indonesië. Blang Sialet telt 292 inwoners (volkstelling 2010).